# Островът на доктор Моро (филм, 1977)
Вижте пояснителната страница за други значения на Островът на доктор Моро.
Островът на доктор Моро е първата американска екранизация по едноименния роман на Хърбърт Уелс.
В ролите са:
| Актьор             | Персонаж          |
| ------------------ | ----------------- |
| Бърт Ланкастър     | Доктор Пол Моро   |
| Майкъл Йорк        | Ендрю Брадок      |
| Нейджъл Дейвънпорт | Доктор Монтгомъри |
| Барбара Карера     | Мария             |
| Ричард Бейсхарт    | Гласът на Закона  |
| Ник Крават         | М’Линг            |
| Фуме Демура        | Човек-хиена       |